# Сандстрём, Петер
Клас Петер Андреас Сандстрём (швед. Clas Peter Andreas Sandström; родился 7 июля 1963, Уусикаарлепюу, Финляндия) — финский шведоязычный писатель-романист, лауреат престижной литературной премии имени Рунеберга (2017).

## Биография
Получил степень в области журналистики, окончив Шведский институт социальных наук Хельсинкского университета. Работал в качестве журналиста и переводчика.
С марта 2013 года является председателем ассоциации финских шведоязычных писателей.
Женат. Супруга Анн-Катрин Эман (швед. Ann-Catrin Öhman), историк. Проживают в Турку.

## Творчество
Романы писателя автобиографичны, а главные герои часто носят то же имя, что и автор. Четвёртый роман писателя «Лаудатур» номинировался на премию Финляндия, а в 2017 году удостоен литературной премии имени Рунеберга.